# 腹掛け
腹掛け（はらがけ）は、日本の衣装の一つである。胸当て付きの短いエプロンのような形状で、背中部分は覆われておらず、紐を背中で交差させることによって体に密着させる。腹部には「どんぶり」と呼ばれる大きなポケットが付いており、腹掛けそのものをどんぶりと呼ぶこともある。古くは火消し、大工、商人などが着用していた。素肌の上にそのまま着用することもあれば、着物の上から着用することもある。
在は祭りの衣装として、また観光地などの人力車の車夫の衣装などとして使用されていることがある。地域によって、どんぶり、寸胴、前掛けなどの呼び方がある。
正方形の布を斜めに使い、紐をつけて、首、腰の部分で結ぶようにした子供用の衣装も腹掛けと呼ばれる。
|  |  |
|  |  |

## 関連
- 腹掛けは鎧の腹当と似た形状をしている。

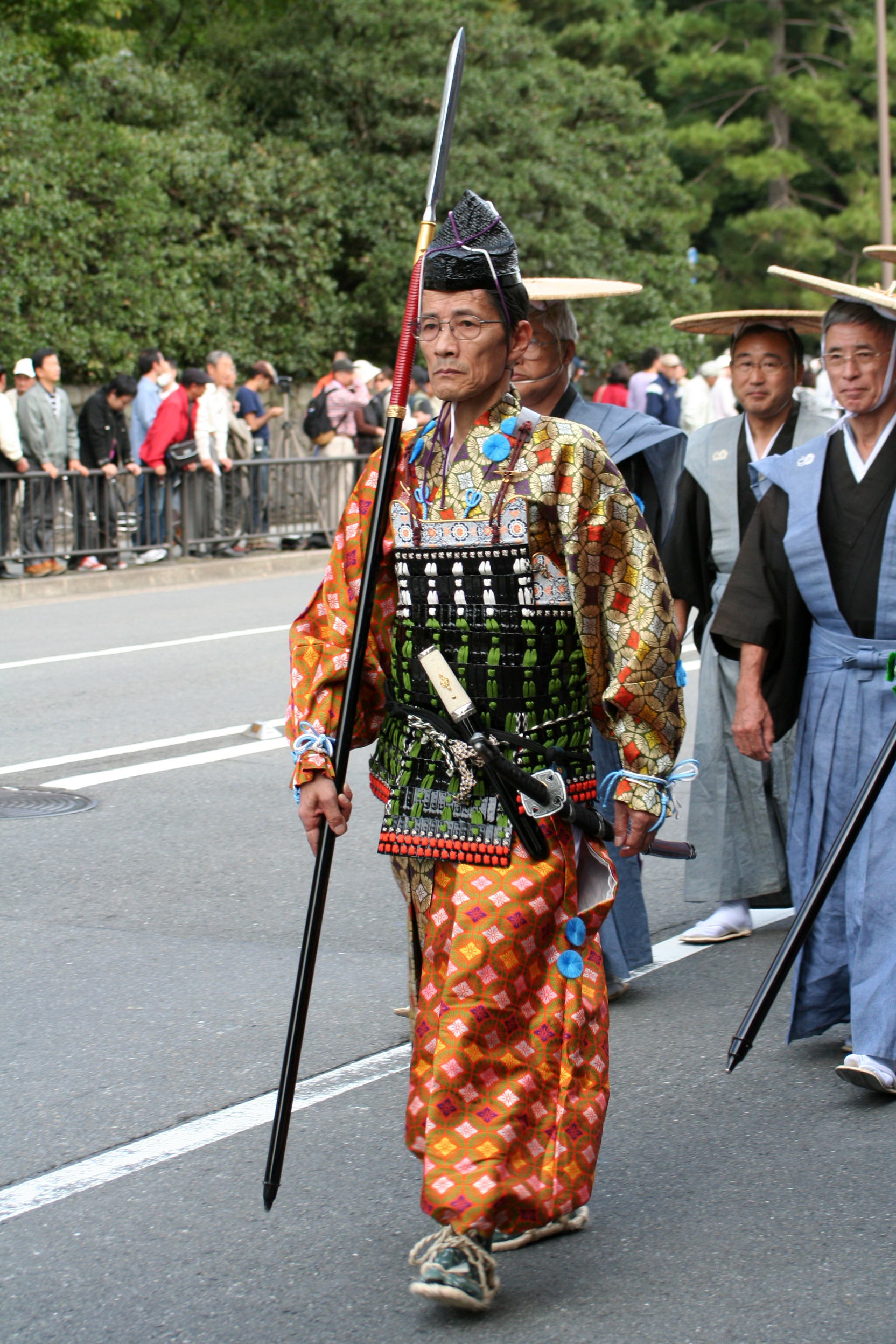
腹掛けと似た形状の鎧の「腹当」。

- 大工などが常に使用していたものとは限らず、江戸時代の『職人尽絵詞』などを見ると、背中に紐を交差させている日焼けの跡の残る裸の大工、紐の日焼け跡のない裸の大工などが大工作業をしている様子を見ることができる。
- 日本の伝統的人形劇である文楽において文楽人形が付けている腹掛けは肩から脇へのラインが斜め状になっていない。長方形の布を縦型に使用し、上部の2つの頂点に結び紐をつけ首紐とで締めている。大人用のものは文字通り巻くものではなく腹に掛けるだけのものである。腰については腹掛けの上から帯で締めるようになっている。『妹背山婦女庭訓』の子太郎の腹掛けのように、子供用の腹掛けは子供用の着物と同様に腰ひもが縫い付けられていた。
- 「どんぶり勘定」という言葉は、腹掛けについているポケット「どんぶり」に由来する。米屋、魚屋などの商人が腹掛けのポケット「どんぶり」に入っている銭を無造作に扱い、おおざっぱに計算する様子から、おおざっぱに勘定することを「どんぶり勘定」というようになったといわれている[2]。